# Reliance Building
El Reliance Building es un rascacielos situado en el 1 W. Washington Street en el área comunitaria Loop de Chicago, Illinois, Estados Unidos. El sótano y la primera planta fueron diseñadas por John Root de la firma Burnham and Root en 1890, y el resto del edificio fue completado por Charles B. Atwood en 1895. Fue el primer rascacielos con grandes ventanas de vidrio que componen la mayoría de la fachada, presagiando una característica que sería dominante en el siglo XX. 
El Reliance Building fue catalogado en el Registro Nacional de Lugares Históricos en 1970; y el 7 de enero de 1976, fue designado un Hito Histórico Nacional.
El Reliance Building forma parte del Distrito Comercial Histórico del Loop, un conjunto de más de cien edificios que reflejan el crecimiento de las calles State y Wabash como el centro comercial de Chicago. El edificio se deterioró desde la década de 1940, y fue restaurado a finales de la década de 1990. Desde 1999, el edificio contiene el Hotel Burnham, con 122 habitaciones, y el Atwood Cafe.

## Historia

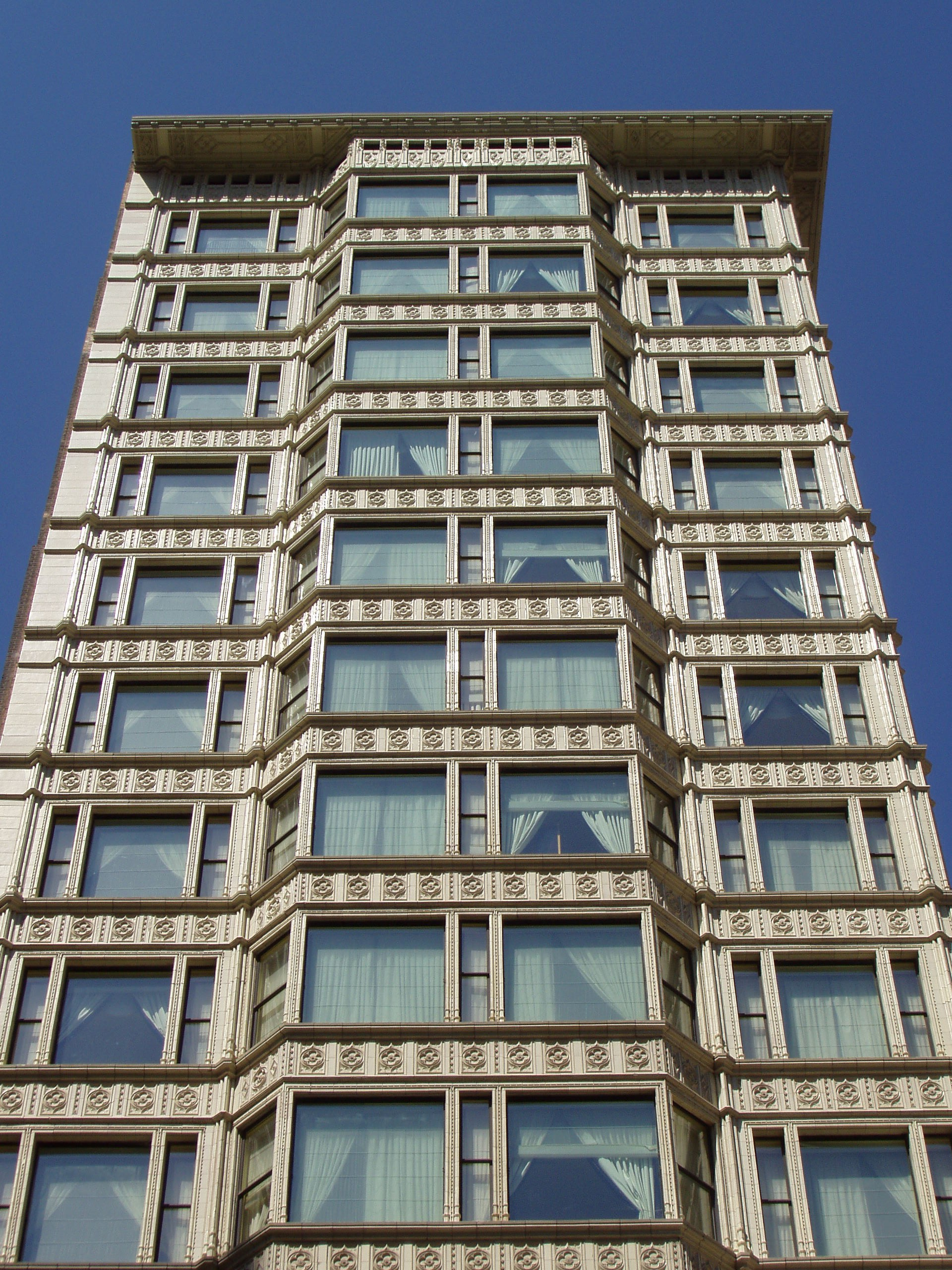
Parte superior de la fachada

El mercado inmobiliario de Chicago experimentó un auge a finales de la década de 1870 debido a la recuperación del gran incendio de Chicago de 1871 y la Gran Depresión de 1873. En 1880, William Ellery Hale compró una pequeña parcela en el Loop que contenía el First National Bank Building, de cuatro plantas, una de las pocas oficinas de Downtown Chicago que sobrevivió parcialmente al Gran Incendio. Hale fue el fundador de la Hale Elevator Company, uno de los primeros fabricantes de los ascensores hidráulicos necesarios en la construcción de rascacielos. Hale concibió una nueva torre en la parcela, pero primero tenía que demoler el edificio existente. Sin embargo, sus inquilinos no querían rescindir sus contratos de alquiler. 
En su lugar, Hale levantó las plantas segunda, tercera y cuarta en tornillos elevadores y demolió la primera planta. En 1890 se construyó un nuevo sótano y planta baja, diseñado por John Wellborn Root de la firma Burnham & Root. 
Hale había conocido a Burnham & Root en otros de sus proyectos inmobiliarios, como el Rookery Building. Burnham & Root eran conocidos en Chicago en esta época, habiendo diseñado más de otros veinte edificios en el Loop. Root diseñó el sistema de balsa flotante, que permitió construir grandes edificios de estructura de acero sobre unos cimientos de hormigón armado, una necesidad en el suelo húmedo de Chicago. Root y Hale acordaron que el nuevo edificio debía tener grandes ventanas de cristal en la primera planta con grandes espacios abiertos. En las plantas superiores, Hale pretendía tener varias plantas dedicadas a inquilinos menores, como oficinas de médicos y otros profesionales. También resaltó específicamente la necesidad de iluminación natural en todas las plantas. El proyecto del Reliance Building era coherente con el auge de la escuela de Chicago de arquitectura, que afirmaba que la forma sigue a la función. Root murió de neumonía el 15 de enero de 1891, antes de la finalización de su parte del Reliance Building; su diseño del resto del edificio nunca se encontró. Carson Pirie Scott & Co. fue el primer inquilino del Reliance Building, abriendo una mercería en la primera planta cuando se completó.
Daniel Burnham reclutó al arquitecto Charles B. Atwood de Boston para completar el edificio con E. C. Shankland como ingeniero jefe. Tras elevar las tres plantas del edificio original Atwood usó una fachada de terracota arquitectónica blanca, un elemento que posteriormente se asociaría fuertemente a él tras sus obras de la Exposición Mundial Colombina de Chicago en 1893. En ese momento, se creía que la terracota esmaltada, recientemente desarrollada, nunca necesitaría ser limpiada debido a que su superficie suave permitiría que la lluvia lavara la suciedad. La estructura de acero de las diez plantas superiores se completó en quince días, del 16 de julio al 1 de agosto de 1895. El Reliance Building, llamado así por su funcionalidad, abrió en marzo de 1895. Fue uno de los primeros rascacielos que ofreció electricidad y teléfono en todas sus oficinas. En sus primeras décadas, sus oficinas estuvieron ocupadas por comerciantes y profesionales de la salud, incluido el dentista de Al Capone.
El edificio tuvo problemas durante la Gran Depresión, y declinó lentamente. En octubre de 1948, Karoll's Men's Shop abrió una tienda en las dos plantas inferiores, con una fachada moderna que eliminó el escaparate original. Sin embargo, las plantas superiores continuaron siendo difíciles de llenar. El 15 de octubre de 1970, se catalogó el Reliance Building en el Registro Nacional de Lugares Históricos del Servicio de Parques Nacionales. El 7 de enero de 1976, fue reconocido como un Hito Histórico Nacional. El edificio continuó cayendo en mal estado, debido a que el pequeño tamaño de sus espacios comerciales no era atractivo para los intereses empresariales a finales del siglo XX. La ciudad de Chicago hizo un compromiso para revitalizar el edificio, pero el Ayuntamiento no consiguió ponerse de acuerdo en un plan. El debate se polarizó especialmente tras la demolición del cercano McCarthy Building en 1989, que enfureció a los preservacionistas pero satisfizo a los intereses empresariales proporcionando espacio para un edificio moderno de oficinas. Finalmente, en 1994, la McClier Corporation colaboró con la Baldwin Development Company para restaurar el Reliance Building; estos dos grupos habían trabajado juntos recientemente para rehabilitar el Rookery Building. La Ciudad de Chicago compró el edificio por $1,3 millones ($2 millones en dólares de 2011). La rehabilitación del Reliance Building se completó en 1999 con un coste de $27,5 millones ($36,7 millones en dólares de 2011) ya que el antiguo espacio comercial se transformó en un hotel de lujo. Canal Street Partners, LLC compró este espacio renovado y creó el Hotel Burnham. La preservación del edificio fue promovida por el Consejo de Preservación de Monumentos de Illinois. El alcalde de Chicago, Richard M. Daley, fue premiado con un Premio Honorífico del National Trust for Historic Preservation en 2001 por el papel de la ciudad en preservar el edificio.

## Arquitectura

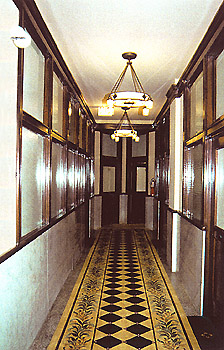
Un vestíbulo del Reliance Building tras la restauración de 1999.

La adición de las plantas que faltaban en 1894–1895 completó el edificio y supuso el "primer logro integral" del método de construcción de Chicago. Las ventanas de vidrio del edificio se enmarcan en la fachada de terracota. Su estructura de acero se construyó sobre unos pilotes de hormigón de 38 m de profundidad.  
El Reliance Building se ha denominado "proto-moderno" debido a la falta de la jerarquía de las fachadas clásicas. Sus miradores y fachada de terracota crean un efecto de extraordinaria ligereza. Su estructura de acero es ligera, y pesa un tercio de una estructura equivalente de piedra. Fue un precursor directo del rascacielos Friedrichstrasse, todo de cristal, propuesto por Mies van der Rohe en 1921. El Almacén Marshall Field de Richardson, construido solo ocho años después, parece en comparación pesado y de otra época.